# こぐま座2番星
こぐま座2番星(2 Ursae Minoris)は、北の天の極から数度離れた位置にある一重星である。このフラムスティード名に関わらず、実際はケフェウス座の中に位置する。1930年にウジェーヌ・デルポルトが星座の境界を設定したことから、名前との不一致が起こったため、通常はカタログ番号で、HR 285やHD 5848と呼ばれる。視等級4.244の橙色で、裸眼で微かに見える。地球から約280光年に位置し、太陽中心視線速度+8 km/sで地球から遠ざかっている。ヒアデス超銀河団に属している可能性がある
高齢のK型星で、スペクトル分類はK2 II-IIIであり、光度階級は普通の巨星(III)と明るい巨星(II)の中間である。2.3太陽質量、24太陽半径、215太陽光度で、実効温度は4,513 Kである。